# 女同性恋吸血鬼
《女同性恋吸血鬼》（英語：Vampyros Lesbos）是1971年的一部情色恐怖電影，由傑斯·佛朗哥（化名佛朗哥·马内拉 Franco Manera）编剧并导演。影片主演伊娃·斯特罗姆伯格（Ewa Strömberg）饰演琳达·韦斯廷豪斯，一名在土耳其法律事务所工作的美国女性。琳达反复梦见一个神秘的女吸血鬼，勾引她然后吸她的血。后来，她前往一座岛屿处理遗产事务时，认出了梦中的女吸血鬼。
影片于1970年在土耳其拍摄，在欧洲院线上映后大获成功。这是佛朗哥首部更具迷幻风格配乐的电影，同时也是首部以显著女同性戀主题为主的影片。影片的配乐在20世纪90年代中期收录于专辑“Vampyros Lesbos: Sexadelic Dance Party”受到欢迎，一度跻身英国另类音乐排行榜前十名。

## 剧情
在土耳其一座偏远的岛屿上，美丽的吸血鬼纳丁·卡罗迪伯爵夫人凭借她迷人的夜总会表演勾引无戒备的受害者，并将目标对准了年轻的美国女性琳达，她在伊斯坦布尔的一家法律事务所工作。琳达开始梦见纳丁，并决定寻访她位于岛上的住处。途中琳达遇到梅梅特，他警告她不要去岛上。然而，琳达跟随梅梅特到了他的住处，目睹他正在折磨一名年轻女子。琳达设法逃脱，并最终抵达岛上与纳丁见面。两人一起游泳，纳丁提到她们所在的房子曾经属于德古拉伯爵。后来，琳达因饮用葡萄酒而感到头晕，纳丁带她进了一间房间，两人发生了性关系，纳丁从琳达的脖子吸取了血液。第二天，琳达发现纳丁在游泳池中一动不动，自己也晕倒了。
之后，阿格拉因精神困扰出现在一家医院，她声称自己看到了纳丁的幻象。在医院，阿尔温·西沃德医生开始治疗琳达，而琳达对与纳丁的经历毫无记忆。在纳丁的家中，她向仆人莫尔佛讲述自己如何变成吸血鬼，以及对琳达的迷恋，甚至希望琳达也成为吸血鬼。纳丁使用自己的力量召唤琳达回到岛上，二人再次吸血并发生关系。回到医院后，西沃德医生告知琳达，若想摆脱吸血鬼的诅咒，就必须用斧头劈开吸血鬼的头颅，或用木桩刺穿其身体。
梅梅特随后绑架了琳达，而她的男友奥马尔开始寻找她。后来，纳丁来到精神病院想接琳达回家，与西沃德医生相遇。西沃德承认，他试图帮助琳达只是为了将纳丁引来，从而让自己成为吸血鬼。但纳丁拒绝了他的请求，并让莫尔佛杀死了他。当奥马尔寻找琳达时，梅梅特告诉琳达，所有从岛上回来并幸存的女性，包括他的妻子阿格拉，都会变得精神失常。这就是他在岛上疯狂杀害女性的原因。琳达设法用锯子杀死了梅梅特，随后找到奄奄一息的纳丁，她急需血液才能存活。但琳达无视纳丁的请求，咬了她的脖子并用木桩刺穿了她的左眼。莫尔佛自杀身亡，琳达最终被奥马尔找到，后者试图让琳达相信这一切只是一个梦。

## 演员

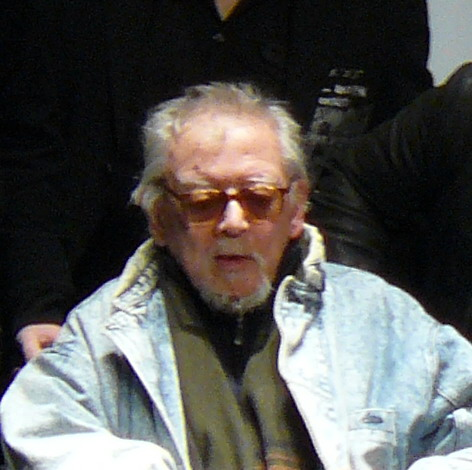
傑斯·佛朗哥（图）在影片中匿名饰演梅梅特

- 索莱达·米兰达（Soledad Miranda，署名 Susann Kord）饰 纳丁·卡罗迪伯爵夫人
- 丹尼斯·普莱斯 饰 阿尔温·西沃德医生
- 保罗·穆勒（Paul Müller）饰 施泰纳医生
- 伊娃·斯特罗姆伯格（Ewa Strömberg，署名 Ewa Stroemberg）饰 琳达·韦斯廷豪斯
- 海德伦·库辛（Heidrun Kussin） 饰 阿格拉
- 迈克尔·伯林（Michael Berling）饰 西沃德医生的助手
- 安德烈亚·蒙查尔（Andrea Montchal，署名 Viktor Feldmann）饰 奥马尔
- 贝尼·卡多索（Beni Cardoso）饰 死去的女子（未署名）
- 傑斯·佛朗哥 饰 梅梅特（未署名）
- 何塞·马丁内斯·布兰科（José Martínez Blanco）饰 莫尔佛（未署名）[2]